# Zarapicos (kommunhuvudort)
Zarapicos är en kommunhuvudort i Spanien. Den ligger i provinsen Provincia de Salamanca och regionen Kastilien och Leon, i den centrala delen av landet, 190 km väster om huvudstaden Madrid. Zarapicos ligger 784 meter över havet och antalet invånare är 111.
Terrängen runt Zarapicos är platt. Runt Zarapicos är det mycket tätbefolkat, med 1 095 invånare per kvadratkilometer. Närmaste större samhälle är Salamanca, 17,0 km sydost om Zarapicos. Trakten runt Zarapicos består till största delen av jordbruksmark.